# 프리엠스
(주)프리엠스(FreeMs Corp.)는 대한민국의 중장비 종합전장품 기업이다. 본사는 경기도 부천시 삼작로178번길 14(내동)에 위치해 있으며 대표이사는 박흥식이다.

## 상장
2001년 10월 30일에 코스닥 시장에 상장하였다.

## 참고문헌
1. ↑  '프리엠스' 52주 신고가 경신, 최근 5일간 외국인 대량 순매수, 한국경제, 2024.02.22